# 내일 있는 우정
"내일 있는 우정"은 1970년 공개된 대한민국의 영화이다.

## 배역
- 최무룡
- 남정임
- 장동휘
- 황해
- 최불암
- 최성
- 최무웅
- 지계순
- 이예민
- 황백
- 윤일주
- 최준
- 조석근
- 최재호
- 최일
- 김기범
- 황인철